# Pyrausta maledictalis
Pyrausta maledictalis là một loài bướm đêm trong họ Crambidae.